# Palazzo Coronini Cronberg
Palazzo Coronini Cronberg è una dimora storica situata a Gorizia in viale XX Settembre 14.
Dal 1990 è la sede della Fondazione Palazzo Coronini Cronberg, ente morale nato dalla volontà testamentaria dell'ultimo conte Guglielmo Coronini Cronberg, con lo scopo di rendere accessibile a tutti il suo immenso patrimonio, a cominciare proprio dal palazzo di famiglia trasformato in un museo aperto al pubblico.

## Storia

### Le origini
Nonostante l'assenza di un riferimento documentale che ne indichi la data esatta della costruzione, possiamo collocare i tempi della sua edificazione nell'ultimo decennio del XVI secolo, tra il 1593 e il 1598.
Committente dell'opera fu Carlo Zengraf, segretario degli Stati Provinciali per conto della Casa d'Austria. La residenza che egli si fece costruire presso Gorizia rappresentava bene il suo ruolo di proprietario fondiario investito di poteri pubblici. Allora il palazzo doveva essere ben visibile da ogni parte. Il blocco squadrato era munito di due avancorpi ai lati della facciata, aperta su un pendio coperto da prati e vigneti. L'edificio, circondato da alte mura, riprendeva i registri austeri di una casa forte, con poche concessioni al superfluo. I lavori di restauro, terminati nel 2006, hanno evidenziato che il palazzo fu probabilmente sovrapposto ad una preesistente struttura a torre, costruita in quel luogo per controllare la zona nord della città.
Si può far risalire la paternità del progetto a Giulio Baldigara presente a Gorizia alla fine del XVI secolo, dove rivestiva la carica di architetto arciducale.
La morte di Carlo Zengraf e le difficoltà economiche della famiglia furono le cause che costrinsero gli eredi a vendere il palazzo. Gli acquirenti, i friulani conti Strassoldo, modificarono ed ingentilirono la struttura della casa forte secondo gli stilemi della casa dominicale.
Nel 1643 fecero erigere la cappella gentilizia dedicata a Sant'Anna, collegata al palazzo tramite un doppio loggiato. Ai conti Strassoldo si deve anche la costruzione delle scuderie, avvenuta tra il XVII e il XVIII secolo, oggi sede di sale per conferenze e mostre temporanee, due manufatti ad uso agricolo e di abitazione per i coloni e la cancellaria adiacente alla cappella in cui hanno oggi sede gli uffici della Fondazione.
A causa delle ristrettezze economiche  e dei danni provocati dalle guerre napoleoniche la famiglia Strassoldo dovette cedere la residenza mettendola all'incanto. Il 7 ottobre 1820 tutte le proprietà immobiliari e i diritti giurisdizionali legati al nome Grafenberg furono acquistati dal conte Michele Coronini Cronberg (1793-1876).

### I Coronini a palazzo
Il conte Michele Coronini Cronberg a partire dal 1833, sottopose l’edificio a massicci interventi di ristrutturazione. Al fine di ampliare gli spazi fu costruita, in aderenza a uno degli avancorpi, un’ala di circa venti metri: i primi due livelli furono destinati alla residenza mentre il terzo fu in gran parte occupato dalla ricca biblioteca di famiglia.
I lavori erano da poco terminati quanto, nell’ottobre del 1836, l’ultimo re di Francia, Carlo X di Borbone, all’epoca in esilio in una cittadina nei pressi di Praga, decise di trasferirsi con la sua corte a Gorizia, prendendo residenza proprio a Palazzo Coronini, mentre parte del suo seguito si stabiliva nel palazzo Strassoldo in piazza Sant’Antonio (oggi Grand Hotel Entourage).
Il soggiorno del sovrano fu breve e sfortunato perché circa un mese dopo il suo arrivo Carlo X contrasse il colera e morì. La sua salma fu seppellita nella chiesa dell'Annunciazione di Nostra Signora, nel monastero di Castagnevizza diretto dai francescani, oggi a Nova Gorica, in Slovenia.
All’inizio del Novecento la gestione dei beni passò progressivamente dalle mani del conte Alfredo (1846-1920), nipote di Michele, al figlio Carlo (1870-1944) che dovette assumersi, dopo il 1918, tutto l’onere della ricostruzione delle proprietà pesantemente danneggiate durante gli eventi bellici del primo conflitto mondiale. Nel 1915, per sfuggire alle devastazioni, Carlo Coronini con la moglie Olga Westphalen von Fürstenberg (1868-1958) ed i loro tre figli Nicoletta (1896-1984), Francesco Giuseppe (1899-1964) e Guglielmo (1905-1990), avevano trovato riparo nel castello di Wöllan (oggi Velenje, in Slovenia) di proprietà dei parenti Adamovich; suo padre Alfredo e sua madre Carolina Ritter de Zàhony (1850-1928), invece, erano fuggiti a Salisburgo. Al termine del conflitto il palazzo risultava colpito ripetutamente da proiettili d’artiglieria. I lavori di recupero presero il via subito dopo la fine della guerra e interessarono dapprima il complesso principale e poi le altre strutture, tanto che i lavori di ricostruzione del palazzo, della cappella e della loggia, iniziati il 27 maggio 1919, si conclusero negli ultimi mesi del 1923. In questo periodo fu sancita anche la valenza storica del palazzo, sottoposto il 6 novembre 1922 a vincolo diretto di tutela dell’allora Ministero della pubblica istruzione.
Negli anni tra le due guerre il palazzo fu dato in affitto, divenendo sede di un comando dell’esercito italiano, al quale, dopo l’8 settembre 1943, subentrarono le truppe tedesche che avevano occupato Gorizia. Risalgono a questo periodo alcuni importanti interventi nel parco: la costruzione della piscina sul retro del palazzo e la collocazione all’ingresso del parco di un portale in pietra proveniente dalla distrutta villa Attems di Piedimonte del Calvario. Divenuto in seguito sede di un comando partigiano jugoslavo e poi delle truppe alleate, solo all’inizio degli anni Cinquanta il palazzo fu restituito ai Coronini che vi si stabilirono definitivamente. Fu a partire da questo momento che il conte Guglielmo, con il sostegno della sorella Nicoletta, iniziò a progettare per la residenza di famiglia una destinazione museale, che prese forma, come era nelle sue volontà, dopo la sua morte, avvenuta a Vienna il 13 settembre 1990.